# Jimmy Connors
James Scott „Jimmy“ Connors (* 2. September 1952 in Belleville, Illinois) ist ein ehemaliger US-amerikanischer Tennisspieler.
Connors, der erst im Alter von 43 Jahren sein letztes Spiel auf der Profitour bestritt, gewann in seiner Karriere insgesamt acht Grand-Slam-Turniere im Einzel und zwei im Doppel. Fünf Jahre in Folge (1974–1978) beendete er eine Saison an der Spitze der Weltrangliste und er war insgesamt 268 Wochen die Nummer 1. Connors, der sich vor allem in seinen jungen Jahren durch sein umstrittenes Verhalten auf und neben dem Tennisplatz auszeichnete, war einer der dominierenden Tennisspieler der 1970er und frühen 1980er Jahre.
In insgesamt 25 Profijahren gewann er 109 Turniere in der Einzelkonkurrenz, was bis heute einen Rekord in der Open-Era darstellt, dazu noch 16 Doppeltitel, darunter fünfmal die US Open, zweimal Wimbledon und einmal die Australian Open. Einzig ein Erfolg bei den French Open, bei denen er insgesamt viermal im Halbfinale scheiterte, blieb Connors in seiner Karriere verwehrt. Zudem gewann er einmal das Masters und er erreichte 1984 mit dem US-Team das Daviscup-Finale. In seiner Bilanz stehen 1274 gewonnene 283 verlorenen Partien gegenüber.

## Tenniskarriere
Connors’ Profikarriere begann in der Saison 1972, nachdem er in den Jahren zuvor unter anderem die amerikanische College-Meisterschaft im Einzel gewonnen und als Amateur schon an mehreren Grand-Slam-Turnieren teilgenommen hatte. Der Durchbruch auf der Profitour gelang ihm schon in seiner Debütsaison, in der er gleich fünf Turniere gewann. In der Saison 1973 folgten elf weitere Einzeltitel, dazu der Doppeltitel in Wimbledon. Doch auch abseits des Platzes sorgte Connors für Schlagzeilen, indem er den Eintritt in die neu gegründete Spielervereinigung ATP verweigerte und einen Großteil der wichtigen Saisonturniere ausließ. Stattdessen spielte er auf einer von seinem Manager Bill Riordan neu eingerichteten Turnierserie.
Auf dem Tennisplatz griff Connors zu Beginn seiner Karriere auch mal zu unpopulären Methoden, indem er das Publikum gegen seinen Gegner aufwiegelte sowie Schiedsrichter und Kontrahenten beleidigte. 1974 unterschrieb er einen Vertrag für die World-Team-Tennis-Spielserie, worauf er von der ATP für die French Open gesperrt wurde. Connors und Riordan reagierten mit einer Klage gegen die Vereinigung und deren Präsident Arthur Ashe mit der Begründung, die ATP schränke ihn in seiner Freiheit ein. Tatsächlich waren die French Open das einzige Grand-Slam-Turnier der Saison 1974, das Connors nicht für sich entscheiden konnte, und die Sperre verhinderte möglicherweise den ersten Grand-Slam-Gewinn eines Spielers seit Rod Laver im Jahr 1969. Während der Saison 1974 konnte Connors erstmals die Spitzenposition der im Vorjahr eingeführten Weltrangliste einnehmen und diese Position gleich für die Rekordanzahl von 160 Wochen halten. Der Rekord wurde erst 2007 von Roger Federer gebrochen. Die Saison war eine der erfolgreichsten der Tennisgeschichte, er gewann 15 Titel und erreichte 17 Finals. Mit 94 Siegen und 4 Niederlagen erreichte er die zweitbeste Bilanz in der Open Era, die nur von John McEnroe im Jahr 1984 (82:3) überboten wurde.
In seiner vierten Profisaison 1975 erreichte Connors bei allen Grand-Slam-Turnieren, bei denen er als Titelträger antrat, wiederum das Finale, er verlor aber alle drei Begegnungen. Bei den Australian Open sollte er danach nie wieder antreten. Einzig der Doppeltitel bei den US Open stand am Ende in seiner Grand-Slam-Erfolgsbilanz jenes Jahres. Im Finale von Wimbledon kam es zu einem medienwirksamen Duell, da Connors auf Arthur Ashe, den Vorsitzenden der Spielervereinigung ATP, traf. Ashe gewann das Spiel in vier Sätzen, und nur kurze Zeit später zog Connors seine Klagen zurück und trennte sich von Manager Riordan. 1976 folgte der vierte Grand-Slam-Triumph, als er bei den US Open Björn Borg bezwingen konnte. Obwohl der Streit mit der ATP geschlichtet war, sorgte Connors weiterhin für negative Schlagzeilen. So weigerte er sich in der Saison 1977, an einer Veranstaltung zur Feier des hundertjährigen Jubiläums des Wimbledon-Turniers teilzunehmen; in der Folge wurde er bei seinen Turnierauftritten ausgebuht. Dennoch erreichte er das Finale, in dem er Borg diesmal allerdings unterlag. In derselben Saison gewann Connors dann erstmals das saisonabschließende Masters (bei dem er in den Jahren 1974 bis 1976 trotz Qualifikation nicht angetreten war).
1978 erreichte Connors zwei weitere Grand-Slam-Endspiele. In Wimbledon unterlag er erneut Borg, doch im Finale der US Open gelang ihm die erfolgreiche Revanche gegen den Schweden und der dritte US-Open-Triumph seiner Karriere. Es sollte für Connors der letzte Grand-Slam-Titel für die nächsten fast vier Jahre sein. Von 1979 bis 1981 spielte er zwar weiterhin erfolgreich bei den vier großen Turnieren (bei neun Turnierteilnahmen stand er achtmal im Halbfinale), er gewann jedoch keinen weiteren Grand-Slam-Titel. Erst in der Saison 1982 gelang Connors (der nach dem Verlust der Weltranglistenführung am 9. April 1979 nur noch für wenige Wochen an die Topposition zurückkehren sollte) der erneute Einzug in ein Major-Finale. Im Duell gegen den jüngeren John McEnroe im Finale von Wimbledon konnte Connors durch einen Fünf-Satz-Erfolg den sechsten Grand-Slam-Triumph seiner Karriere feiern. Später in der Saison folgte der vierte Titel bei den US Open, im Finale gegen Ivan Lendl. Gegen Lendl sollte ihm im folgenden Jahr bei den US Open auch die erste erfolgreiche Titelverteidigung seiner Karriere bei einem Grand-Slam-Turnier gelingen. Durch diesen Sieg gelang es Connors als erstem Spieler in der Open-Era 100 Titel zu gewinnen. Dies war auch der letzte große Turniersieg für ihn, da er zwar 1984 noch einmal das Finale in Wimbledon erreichte, dort aber gegen John McEnroe nur ganze vier Spiele im Matchverlauf gewinnen konnte. 1984 gelang Connors der dritte Sprung ins Halbfinale der French Open, in dem wie auch im Jahr darauf eine Niederlage folgte.

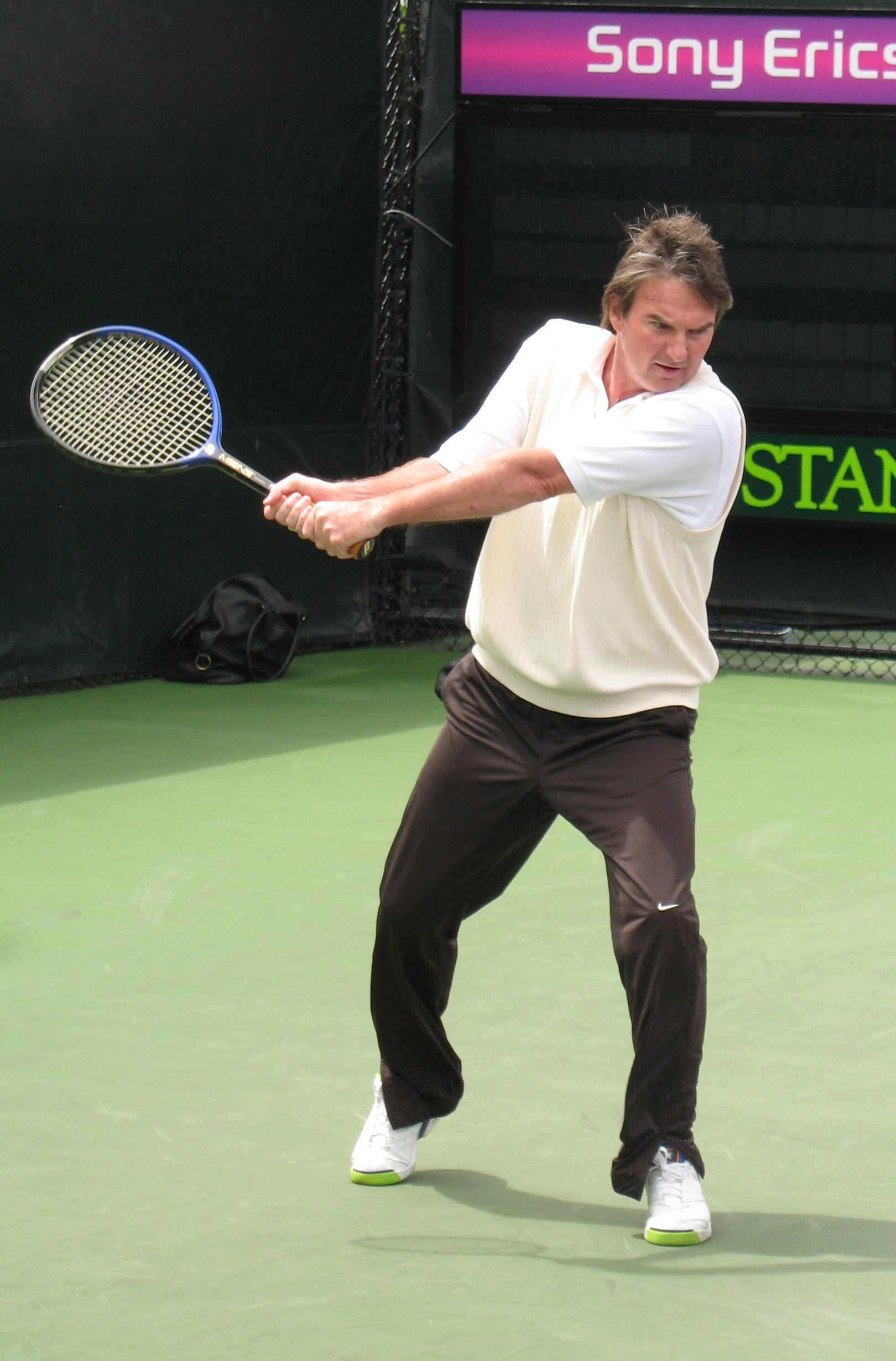
Jimmy Connors 2007 in Miami

Es sollte bis zur Saison 1988 dauern, bis Connors noch einmal ein Turnier auf der ATP Tour gewinnen konnte. Aus dem einst so aggressiven Spieler war eine respektierte, ältere Persönlichkeit geworden. Viel Beachtung fand aus diesem Grund seine Erfolgsserie bei den US Open in der Saison 1991 (nachdem er 1990 nur drei Profipartien bestritten hatte und bereits offen über ein Karriereende gesprochen wurde), als er bis ins Halbfinale vordrang, um dort schließlich seinem Landsmann Jim Courier zu unterliegen. Bis in die Saison 1996 hinein spielte Connors noch vereinzelt auf der Tour, bis er schließlich nach 25 Profijahren seine Karriere beendete. 1998 wurde Jimmy Connors in die International Tennis Hall of Fame aufgenommen.
Von Juli 2006 bis Mai 2008 war er Trainer seines Landsmanns, des ehemaligen Weltranglistenersten Andy Roddick.
Einer Studie der Northwestern University von 2010 zufolge war Jimmy Connors der zum Zeitpunkt der Studie erfolgreichste Tennisspieler aller Zeiten.
Im Juli 2013 wurde er von Marija Scharapowa als Trainer verpflichtet, die beiden trennten sich jedoch bereits nach einem Spiel wieder.

## Privatleben
In den 1970er Jahren sorgte ein Verhältnis zwischen Connors und der damaligen Nummer 1 der WTA-Weltrangliste, Chris Evert, für Aufsehen. Es kam zur Verlobung, die 1975 wieder gelöst wurde.
1980 heiratete er das ehemalige Playmate Patti McGuire (* 1951), mit der er zwei Kinder hat: Sohn Brett und Tochter Aubree Leigh. Die Familie lebt in Santa Barbara, Kalifornien.

## Statistiken und Rekorde
| Rang                | Spieler       | Wochen |
| ------------------- | ------------- | ------ |
| 1.                  | Novak Đoković | 428    |
| 2.                  | Roger Federer | 310    |
| 3.                  | Pete Sampras  | 286    |
| 4.                  | Ivan Lendl    | 270    |
| 5.                  | Jimmy Connors | 268    |
| 6.                  | Rafael Nadal  | 209    |
| 7.                  | John McEnroe  | 170    |
| 8.                  | Björn Borg    | 109    |
| 9.                  | Andre Agassi  | 101    |
| Stand: 9. Juni 2024 |               |        |

- Mit 109 Einzeltiteln hält Connors den Rekord für die meisten Turniersiege in der Einzelkonkurrenz und erreichte die meisten Finals (164).
- 160 Wochen hintereinander war Connors die Nummer 1 der Weltrangliste, ein Rekord, der am 27. Februar 2007 von Roger Federer überboten wurde. Insgesamt stand Connors 268 Wochen an der Spitze der Weltrangliste, nur Roger Federer, Pete Sampras, Novak Đoković und Ivan Lendl waren erfolgreicher.
- Connors ist der einzige Spieler, der die US Open in seiner Karriere auf drei verschiedenen Belägen gewinnen konnte. 1974 gewann er das auf Rasenplätzen ausgetragene Turnier, 1976 triumphierte er auf Sand und in den Jahren 1978, 1982 und 1983 auf Hartplatz.
- Mit 1274 Profisiegen hält Connors den Rekord in der Liste der Spieler mit den meisten Erfolgen unter Profispielern, auch seine insgesamt 1557 absolvierten Spiele sind Rekord.
- Er gewann die meisten Titel auf Teppichplätzen (45) und in der Halle (53).
- Von 1972 bis 1984 holte er in 13 Saisons in Folge mindestens vier Titel, von 1972 bis 1980 in neun Saisons mindestens fünf Titel.
- Connors hält die Langzeitrekorde für diverse Statistiken rund um die Tennisweltrangliste. So ist er gemeinsam mit Novak Đoković nach Roger Federer (11) und Rafael Nadal (12) zum Beispiel der Spieler mit den meisten Jahren unter den besten zwei Spielern der Weltrangliste (9). Er hält zudem die Rekorde für die meisten Wochen in Folge in den Top 4 (651), Top 5 (659).
- In den Jahren 1975, 1976 und 1978 stand er das komplette Kalenderjahr an der Weltranglistenspitze, Federer egalisierte später diesen Rekord (2005–2007).

## Karrierebilanz
| Turnier/Statistik | 1970 | 1971 | 1972 | 1973 | 1974 | 1975 | 1976 | 1977 | 1978 | 1979 | 1980 | 1981 | 1982 | 1983 | 1984 | 1985 | 1986 | 1987 | 1988 | 1989 | 1990 | 1991 | 1992 | 1993 | 1994 | 1995 | 1996 |
| ----------------- | ---- | ---- | ---- | ---- | ---- | ---- | ---- | ---- | ---- | ---- | ---- | ---- | ---- | ---- | ---- | ---- | ---- | ---- | ---- | ---- | ---- | ---- | ---- | ---- | ---- | ---- | ---- |
| Australian Open   | (-)  | (-)  | -    | -    | S    | F    | -    | -    | -    | -    | -    | -    | -    | -    | -    | -    | -    | -    | -    | -    | -    | -    | -    | -    | -    | -    | -    |
| French Open       | (-)  | (-)  | 2R   | 1R   | -    | -    | -    | -    | -    | HF   | HF   | VF   | VF   | VF   | HF   | HF   | -    | VF   | -    | 2R   | -    | 3R   | 1R   | -    | -    | -    | -    |
| Wimbledon         | (-)  | (1R) | VF   | VF   | S    | F    | VF   | F    | F    | HF   | HF   | HF   | S    | AF   | F    | HF   | 1R   | HF   | AF   | 2R   | -    | 3R   | 1R   | -    | -    | -    | -    |
| US Open           | (1R) | (2R) | 1R   | VF   | S    | F    | S    | F    | S    | HF   | HF   | HF   | S    | S    | HF   | HF   | 3R   | HF   | VF   | VF   | -    | HF   | 2R   | -    | -    | -    | -    |
| Turniersiege      | (0)  | (0)  | 6    | 11   | 15   | 9    | 12   | 8    | 10   | 8    | 6    | 4    | 7    | 4    | 5    | 0    | 0    | 0    | 2    | 2    | 0    | 0    | 0    | 0    | 0    | 0    | 0    |
| Weltrangliste     | (-)  | (-)  | -    | 3    | 1    | 1    | 1    | 1    | 1    | 2    | 3    | 2    | 2    | 3    | 2    | 4    | 8    | 4    | 7    | 14   | 936  | 48   | 84   | 363  | 673  | 419  | 1303 |

Ziffer = 1.–3. Turnierrunde;
AF = Achtelfinale;
VF = Viertelfinale;
HF = Halbfinale;
F = Finale;
S = Turniersieg;

## Erfolge
| Legende                      |
| Grand Slam (8)               |
| Masters Grand Prix (1)       |
| Grand Prix Super Series (23) |
| Grand Prix Series (77)       |

### Einzel

#### Turniersiege
| Nr.  | Jahr               | Turnier            | Belag         | Finalgegner        | Ergebnis                  |
| ---- | ------------------ | ------------------ | ------------- | ------------------ | ------------------------- |
| 1.   | 16. Januar 1972    | Jacksonville       | Hartplatz (i) | Clark Graebner     | 7:5, 6:4                  |
| 2.   | 23. Januar 1972    | Roanoke (1)        | Hartplatz (i) | Vladimír Zedník    | 6:4, 7:6                  |
| 3.   | 24. Juni 1972      | Queen’s Club (1)   | Rasen         | John Paish         | 6:2, 6:3                  |
| 4.   | 23. Juli 1972      | Columbus (1)       | Sand          | Andrew Pattison    | 7:5, 6:3, 7:5             |
| 5.   | 6. August 1972     | Cincinnati         | Sand          | Guillermo Vilas    | 6:3, 6:3                  |
| 6.   | 1. Oktober 1972    | Albany             | Hartplatz (i) | Roscoe Tanner      | 6:2, 7:6                  |
| 7.   | 7. Januar 1973     | Baltimore          | Teppich (i)   | Sandy Mayer        | 6:4, 7:5                  |
| 8.   | 21. Januar 1973    | Roanoke (2)        | Hartplatz (i) | Ian Fletcher       | 6:2, 6:3                  |
| 9.   | 11. Februar 1973   | Salt Lake City (1) | Hartplatz (i) | Paul Gerken        | 6:1, 6:2                  |
| 10.  | 24. Februar 1973   | Salisbury (1)      | Hartplatz (i) | Karl Meiler        | 7:6, 7:6, 6:3             |
| 11.  | 3. März 1973       | Hampton (1)        | Hartplatz (i) | Ilie Năstase       | 4:6, 6:3, 7:5, 6:3        |
| 12.  | 10. März 1973      | Paramus            | Hartplatz     | Clark Graebner     | 6:1, 6:2                  |
| 13.  | 23. Juli 1973      | Boston             | Hartplatz     | Arthur Ashe        | 6:3, 4:6, 6:4, 3:6, 6:2   |
| 14.  | 5. August 1973     | Columbus (2)       | Sand          | Charlie Pasarell   | 3:6, 6:3, 6:3             |
| 15.  | 23. September 1973 | Los Angeles (1)    | Hartplatz     | Tom Okker          | 7:5, 7:69                 |
| 16.  | 7. Oktober 1973    | Québec             | Hartplatz (i) | Marty Riessen      | 6:1, 6:4, 6:7, 6:0        |
| 17.  | 25. November 1973  | Johannesburg (1)   | Hartplatz     | Arthur Ashe        | 6:4, 7:6, 6:3             |
| 18.  | 1974               | Australian Open    | Rasen         | Phil Dent          | 7:67, 6:4, 4:6, 6:3       |
| 19.  | 1. Januar 1974     | Roanoke (3)        | Hartplatz (i) | Karl Meiler        | 6:4, 6:3                  |
| 20.  | 10. Februar 1974   | Little Rock        | Teppich (i)   | Karl Meiler        | 6:2, 6:1                  |
| 21.  | 17. Februar 1974   | Birmingham (1)     | Teppich (i)   | Sandy Mayer        | 7:5, 6:3                  |
| 22.  | 24. Februar 1974   | Salisbury (2)      | Hartplatz (i) | Frew McMillan      | 6:4, 7:5, 6:3             |
| 23.  | 10. März 1974      | Hampton (2)        | Hartplatz (i) | Ilie Năstase       | 6:4, 6:4                  |
| 24.  | 24. März 1974      | Salt Lake City (2) | Hartplatz (i) | Vitas Gerulaitis   | 4:6, 7:6, 6:3             |
| 25.  | 31. März 1974      | Tempe              | Hartplatz     | Vijay Amritraj     | 6:1, 6:2                  |
| 26.  | 8. Juni 1974       | Manchester         | Rasen         | Mike Collins       | 13:11, 6:2                |
| 27.  | 7. Juli 1974       | Wimbledon (1)      | Rasen         | Ken Rosewall       | 6:1, 6:1, 6:4             |
| 28.  | 11. August 1974    | Indianapolis (1)   | Sand          | Björn Borg         | 5:7, 6:3, 6:4             |
| 29.  | 9. September 1974  | US Open (1)        | Rasen         | Ken Rosewall       | 6:1, 6:0, 6:1             |
| 30.  | 22. September 1974 | Los Angeles (2)    | Hartplatz     | Harold Solomon     | 6:3, 6:1                  |
| 31.  | 16. November 1974  | London             | Teppich (i)   | Brian Gottfried    | 6:2, 7:6                  |
| 32.  | 26. November 1974  | Johannesburg (2)   | Hartplatz     | Arthur Ashe        | 7:6, 6:3, 6:1             |
| 33.  | 18. Januar 1975    | Nassau             | Hartplatz     | Karl Meiler        | 6:0, 6:2                  |
| 34.  | 26. Januar 1975    | Birmingham (2)     | Teppich (i)   | Billy Martin       | 6:4, 6:3                  |
| 35.  | 16. Februar 1975   | Salisbury (3)      | Hartplatz (i) | Vitas Gerulaitis   | 5:7, 7:5, 6:1, 3:6, 6:0   |
| 36.  | 23. Februar 1975   | Boca Raton         | Sand          | Jürgen Faßbender   | 6:4, 6:2                  |
| 37.  | 16. März 1975      | Hampton (3)        | Hartplatz (i) | Jan Kodeš          | 3:6, 6:3, 6:0             |
| 38.  | 20. April 1975     | Denver (1)         | Teppich (i)   | Brian Gottfried    | 6:3, 6:4                  |
| 39.  | 10. August 1975    | North Conway (1)   | Sand          | Ken Rosewall       | 6:2, 6:2                  |
| 40.  | 21. September 1975 | Bermuda            | Sand          | Vitas Gerulaitis   | 6:1, 6:4                  |
| 41.  | 5. Oktober 1975    | Maui (1)           | Hartplatz     | Sandy Mayer        | 6:1, 6:0                  |
| 42.  | 25. Januar 1976    | Birmingham (3)     | Teppich (i)   | Roscoe Tanner      | 6:4, 3:6, 6:1             |
| 43.  | 1. Februar 1976    | Philadelphia (1)   | Teppich (i)   | Björn Borg         | 7:65, 6:4, 6:0            |
| 44.  | 14. März 1976      | Hampton (4)        | Hartplatz (i) | Ilie Năstase       | 6:2, 6:2, 6:2             |
| 45.  | 28. März 1976      | Palm Springs (1)   | Hartplatz     | Roscoe Tanner      | 6:4, 6:4                  |
| 46.  | 25. April 1976     | Denver (2)         | Teppich (i)   | Ross Case          | 7:61, 6:2                 |
| 47.  | 16. Mai 1976       | Las Vegas (1)      | Hartplatz     | Ken Rosewall       | 6:1, 6:3                  |
| 48.  | 26. Juli 1976      | Washington (1)     | Sand          | Raúl Ramírez       | 6:2, 6:4                  |
| 49.  | 8. August 1976     | North Conway (2)   | Sand          | Raúl Ramírez       | 7:6, 4:6, 6:3             |
| 50.  | 15. August 1976    | Indianapolis (2)   | Sand          | Wojciech Fibak     | 6:2, 6:4                  |
| 51.  | 12. September 1976 | US Open (2)        | Sand          | Björn Borg         | 6:4, 3:6, 7:69, 6:4       |
| 52.  | 6. November 1976   | Köln               | Teppich (i)   | Frew McMillan      | 6:2, 6:3                  |
| 53.  | 21. November 1976  | Wembley (1)        | Teppich (i)   | Roscoe Tanner      | 3:6, 7:6, 6:4             |
| 54.  | 16. Januar 1977    | Birmingham (4)     | Teppich (i)   | Bill Scanlon       | 6:3, 6:3                  |
| 55.  | 30. März 1977      | St. Louis          | Teppich (i)   | John Alexander     | 7:6, 6:2                  |
| 56.  | 1. Mai 1977        | Las Vegas (2)      | Hartplatz     | Raúl Ramírez       | 6:4, 5:7, 6:2             |
| 57.  | 15. Mai 1977       | Dallas (1)         | Teppich (i)   | Dick Stockton      | 6:75, 6:1, 6:4, 6:3       |
| 58.  | 9. Oktober 1977    | Maui (2)           | Hartplatz     | Brian Gottfried    | 6:2, 6:0                  |
| 59.  | 23. Oktober 1977   | Sydney (1)         | Hartplatz (i) | Ken Rosewall       | 7:5, 6:4, 6:2             |
| 60.  | 20. November 1977  | Las Vegas          | Teppich (i)   | Roscoe Tanner      | 6:2, 5:6, 3:6, 6:2, 6:55  |
| 61.  | 8. Januar 1978     | New York City      | Teppich (i)   | Björn Borg         | 6:4, 1:6, 6:4             |
| 62.  | 29. Januar 1978    | Philadelphia (2)   | Teppich (i)   | Roscoe Tanner      | 6:2, 6:4, 6:3             |
| 63.  | 26. Februar 1978   | Denver (3)         | Teppich (i)   | Stan Smith         | 6:2, 7:6                  |
| 64.  | 5. März 1978       | Memphis (1)        | Hartplatz (i) | Tim Gullikson      | 7:6, 6:3                  |
| 65.  | 9. April 1978      | Rotterdam (1)      | Hartplatz (i) | Raúl Ramírez       | 7:5, 7:5                  |
| 66.  | 18. Juni 1978      | Birmingham         | Rasen         | Raúl Ramírez       | 6:3, 6:1, 6:2             |
| 67.  | 23. Juli 1978      | Washington (2)     | Sand          | Eddie Dibbs        | 7:5, 7:5                  |
| 68.  | 13. August 1978    | Indianapolis (3)   | Sand          | José Higueras      | 7:5, 6:1                  |
| 69.  | 20. August 1978    | Stowe (1)          | Hartplatz     | Tim Gullikson      | 6:2, 6:3                  |
| 70.  | 10. September 1978 | US Open (3)        | Hartplatz     | Björn Borg         | 6:4, 6:2, 6:2             |
| 71.  | 22. Oktober 1978   | Sydney (2)         | Hartplatz (i) | Geoff Masters      | 6:0, 6:0, 6:4             |
| 72.  | 21. Januar 1979    | Birmingham (5)     | Teppich (i)   | Eddie Dibbs        | 6:2, 3:6, 7:5             |
| 73.  | 28. Januar 1979    | Philadelphia (3)   | Teppich (i)   | Arthur Ashe        | 6:3, 6:4, 6:1             |
| 74.  | 25. Februar 1979   | Dorado Beach       | Hartplatz     | Vitas Gerulaitis   | 6:5, 6:0, 6:4             |
| 75.  | 4. März 1979       | Memphis (2)        | Hartplatz (i) | Arthur Ashe        | 6:4, 5:7, 6:3             |
| 76.  | 15. April 1979     | Tulsa              | Hartplatz (i) | Eddie Dibbs        | 6:7, 7:5, 6:1             |
| 77.  | 12. August 1979    | Indianapolis (4)   | Sand          | Guillermo Vilas    | 6:1, 2:6, 6:4             |
| 78.  | 19. August 1979    | Stowe (2)          | Hartplatz     | Mike Cahill        | 6:0, 6:1                  |
| 79.  | 11. November 1979  | Hongkong           | Hartplatz     | Pat DuPré          | 7:5, 6:3, 6:1             |
| 80.  | 20. Januar 1980    | Birmingham (6)     | Teppich (i)   | Eliot Teltscher    | 6:3, 6:2                  |
| 81.  | 27. Januar 1980    | Philadelphia (4)   | Teppich (i)   | John McEnroe       | 6:3, 2:6, 6:3, 3:6, 6:4   |
| 82.  | 28. April 1980     | Dallas (2)         | Teppich (i)   | John McEnroe       | 2:6, 7:64, 6:1, 6:2       |
| 83.  | 3. August 1980     | North Conway (3)   | Sand          | Eddie Dibbs        | 6:3, 5:7, 6:1             |
| 84.  | 19. Oktober 1980   | Guangzhou          | Teppich (i)   | Eliot Teltscher    | 6:2, 6:4                  |
| 85.  | 2. November 1980   | Tokio (1)          | Teppich (i)   | Tom Gullikson      | 6:1, 6:2                  |
| 86.  | 22. Februar 1981   | La Quinta (2)      | Hartplatz     | Ivan Lendl         | 6:3, 7:6                  |
| 87.  | 15. März 1981      | Brüssel            | Teppich (i)   | Brian Gottfried    | 6:2, 6:4, 6:3             |
| 88.  | 22. März 1981      | Rotterdam (2)      | Hartplatz (i) | Gene Mayer         | 6:1, 2:6, 6:2             |
| 89.  | 15. November 1981  | Wembley (2)        | Teppich (i)   | John McEnroe       | 3:6, 2:6, 6:3, 6:4, 6:2   |
| 90.  | 28. Februar 1982   | Monterrey          | Teppich (i)   | Johan Kriek        | 6:2, 3:6, 6:3             |
| 91.  | 18. April 1982     | Los Angeles (3)    | Hartplatz     | Mel Purcell        | 6:2, 6:1                  |
| 92.  | 25. April 1982     | Las Vegas (3)      | Hartplatz     | Gene Mayer         | 5:2 Aufgabe               |
| 93.  | 13. Juni 1982      | Queen’s Club (2)   | Rasen         | John McEnroe       | 7:5, 6:3                  |
| 94.  | 4. Juli 1982       | Wimbledon (2)      | Rasen         | John McEnroe       | 3:6, 6:3, 6:72, 7:65, 6:4 |
| 95.  | 8. August 1982     | Columbus (3)       | Hartplatz     | Brian Gottfried    | 7:5, 6:0                  |
| 96.  | 12. September 1982 | US Open (4)        | Hartplatz     | Ivan Lendl         | 6:3, 6:2, 4:6, 6:4        |
| 97.  | 20. Februar 1983   | Memphis (3)        | Hartplatz (i) | Gene Mayer         | 7:5, 6:0                  |
| 98.  | 1. Mai 1983        | Las Vegas (4)      | Hartplatz     | Mark Edmondson     | 7:6, 6:1                  |
| 99.  | 12. Juni 1983      | Queen’s Club (3)   | Rasen         | John McEnroe       | 6:3, 6:3                  |
| 100. | 11. September 1983 | US Open (5)        | Hartplatz     | Ivan Lendl         | 6:3, 6:72, 7:5, 6:0       |
| 101. | 12. Februar 1984   | Memphis (4)        | Hartplatz (i) | Henri Leconte      | 6:3, 4:6, 7:5             |
| 102. | 19. Februar 1984   | La Quinta (3)      | Hartplatz     | Yannick Noah       | 6:2, 6:77, 6:3            |
| 103. | 1. April 1984      | Boca Raton         | Hartplatz     | Johan Kriek        | 7:5, 6:4                  |
| 104. | 16. September 1984 | Los Angeles (4)    | Hartplatz     | Eliot Teltscher    | 6:4, 4:6, 6:4             |
| 105. | 21. Oktober 1984   | Tokio (2)          | Teppich (i)   | Ivan Lendl         | 6:4, 3:6, 6:0             |
| 106. | 24. Juli 1988      | Washington (3)     | Hartplatz     | Andrés Gómez       | 6:1, 6:4                  |
| 107. | 16. Oktober 1988   | Toulouse (1)       | Teppich (i)   | Andrei Tschesnokow | 6:2, 6:0                  |
| 108. | 15. Oktober 1989   | Toulouse (2)       | Teppich (i)   | John McEnroe       | 6:3, 6:3                  |
| 109. | 22. Oktober 1989   | Tel Aviv           | Hartplatz     | Gilad Bloom        | 2:6, 6:2, 6:1             |

#### Finalteilnahmen
| Nr. | Jahr               | Turnier                     | Belag         | Finalgegner          | Ergebnis                |
| --- | ------------------ | --------------------------- | ------------- | -------------------- | ----------------------- |
| 1.  | 1. August 1971     | Columbus                    | Hartplatz     | Tom Gorman           | 7:6, 6:7, 6:4, 6:7, 3:6 |
| 2.  | 26. September 1971 | Los Angeles                 | Hartplatz     | Pancho Gonzales      | 6:3, 3:6, 3:6           |
| 3.  | 9. Januar 1972     | Baltimore                   | Teppich (i)   | Ilie Năstase         | 6:1, 4:6, 6:7           |
| 4.  | 12. März 1972      | Washington (1)              | Teppich (i)   | Stan Smith           | 6:4, 1:6, 3:6, 6:4, 1:6 |
| 5.  | 13. August 1972    | Indianapolis (1)            | Sand          | Bob Hewitt           | 6:7, 1:6, 2:6           |
| 6.  | 28. Januar 1973    | Omaha (1)                   | Sand          | Ilie Năstase         | 0:5 aufgg.              |
| 7.  | 25. März 1973      | Washington (2)              | Teppich (i)   | Ilie Năstase         | 6:4, 4:6, 2:6, 7:5, 2:6 |
| 8.  | 29. Juli 1973      | Bretton Woods               | Sand          | Vijay Amritraj       | 5:7, 6:2, 5:7           |
| 9.  | 27. Januar 1974    | Omaha (2)                   | Sand          | Karl Meiler          | 3:6, 6:1, 1:6           |
| 10. | 25. August 1974    | South Orange                | Rasen         | Alexander Metreweli  | kampflos                |
| 11. | 1. Januar 1975     | Australian Open             | Rasen         | John Newcombe        | 5:7, 6:3, 4:6, 6:7      |
| 12. | 23. März 1975      | New York                    | Hartplatz (i) | Vitas Gerulaitis     | kampflos                |
| 13. | 5. Juli 1975       | Wimbledon Championships (1) | Rasen         | Arthur Ashe          | 1:6, 1:6, 7:5, 4:6      |
| 14. | 7. September 1975  | US Open (1)                 | Sand          | Manuel Orantes       | 4:6, 3:6, 3:6           |
| 15. | 9. November 1975   | Stockholm                   | Hartplatz (i) | Adriano Panatta      | 6:4, 3:6, 5:7           |
| 16. | 15. November 1975  | London                      | Teppich (i)   | Eddie Dibbs          | 6:1, 1:6, 5:7           |
| 17. | 22. Februar 1976   | Salisbury                   | Teppich (i)   | Ilie Năstase         | 2:6, 3:6, 6:7           |
| 18. | 20. März 1976      | Carlsbad                    | Hartplatz     | Ilie Năstase         | 6:4, 0:6, 1:6           |
| 19. | 19. Juni 1976      | Nottingham                  | Rasen         | Ilie Năstase         | kampflos                |
| 20. | 23. Januar 1977    | Boca Raton (1)              | Sand          | Björn Borg           | 4:6, 7:5, 3:6           |
| 21. | 30. Januar 1977    | Philadelphia (1)            | Teppich (i)   | Dick Stockton        | 6:3, 4:6, 6:3, 1:6, 2:6 |
| 22. | 20. Februar 1977   | Toronto                     | Teppich (i)   | Dick Stockton        | 6:5 aufgg.              |
| 23. | 16. April 1977     | WCT Challenge Cup (1)       | Teppich (i)   | Ilie Năstase         | 6:3, 6:7, 4:6, 5:7      |
| 24. | 5. Juli 1977       | Wimbledon Championships (2) | Rasen         | Björn Borg           | 6:3, 2:6, 1:6, 7:5, 4:6 |
| 25. | 14. August 1977    | Indianapolis (2)            | Sand          | Manuel Orantes       | 1:6, 3:6                |
| 26. | 11. September 1977 | US Open (2)                 | Sand          | Guillermo Vilas      | 6:2, 3:6, 6:7, 0:6      |
| 27. | 22. Januar 1978    | Boca Raton (2)              | Sand          | Björn Borg           | 6:7, 6:3, 1:6           |
| 28. | 8. Juli 1978       | Wimbledon Championships (3) | Rasen         | Björn Borg           | 2:6, 2:6, 3:6           |
| 29. | 11. Februar 1979   | Boca Raton (3)              | Sand          | Björn Borg           | 2:6, 3:6                |
| 30. | 29. April 1979     | Las Vegas                   | Hartplatz     | Björn Borg           | 3:6, 2:6                |
| 31. | 4. November 1979   | Tokio Indoor                | Teppich (i)   | Björn Borg           | 2:6, 2:6                |
| 32. | 9. Dezember 1979   | WCT Challenge Cup (2)       | Teppich (i)   | Björn Borg           | 4:6, 2:6, 6:2, 4:6      |
| 33. | 2. März 1980       | Memphis (1)                 | Teppich (i)   | John McEnroe         | 6:7, 6:7                |
| 34. | 16. März 1980      | San José                    | Hartplatz     | José Luis Clerc      | 6:2, 6:2 aufgg.         |
| 35. | 19. April 1981     | Monte Carlo                 | Sand          | Guillermo Vilas      | 1:6, 6:7 Abbruch        |
| 36. | 17. Mai 1981       | Hamburg                     | Sand          | Peter McNamara       | 6:7, 1:6, 6:4, 4:6      |
| 37. | 31. Januar 1982    | Philadelphia (2)            | Teppich (i)   | John McEnroe         | 3:6, 3:6, 1:6           |
| 38. | 21. März 1982      | Rotterdam (1)               | Teppich (i)   | Guillermo Vilas      | 6:0, 2:6, 4:6           |
| 39. | 28. März 1982      | Mailand (1)                 | Teppich (i)   | Guillermo Vilas      | 3:6, 3:6                |
| 40. | 26. September 1982 | San Francisco (1)           | Teppich (i)   | John McEnroe         | 1:6, 3:6                |
| 41. | 13. November 1983  | Wembley                     | Teppich (i)   | John McEnroe         | 5:7, 1:6, 4:6           |
| 42. | 18. März 1984      | Rotterdam (2)               | Teppich (i)   | Ivan Lendl           | 6:0, 1:0 Abbruch        |
| 43. | 29. April 1984     | WCT Finals                  | Teppich (i)   | John McEnroe         | 1:6, 2:6, 3:6           |
| 44. | 8. Juli 1984       | Wimbledon Championships (4) | Rasen         | John McEnroe         | 1:6, 1:6, 2:6           |
| 45. | 31. März 1985      | Fort Myers (1)              | Hartplatz     | Ivan Lendl           | 3:6, 2:6                |
| 46. | 7. April 1985      | Chicago                     | Teppich (i)   | John McEnroe         | kampflos                |
| 47. | 23. März 1986      | Fort Myers (2)              | Hartplatz     | Ivan Lendl           | 2:6, 0:6                |
| 48. | 15. Juni 1986      | Queen’s Club (1)            | Rasen         | Tim Mayotte          | 4:6, 1:2 aufgg.         |
| 49. | 24. August 1986    | Cincinnati                  | Hartplatz     | Mats Wilander        | 4:6, 1:6                |
| 50. | 28. September 1986 | San Francisco (2)           | Teppich (i)   | John McEnroe         | 6:7, 3:6                |
| 51. | 15. Februar 1987   | Memphis (2)                 | Hartplatz (i) | Stefan Edberg        | 3:6, 1:2 aufgg.         |
| 52. | 22. März 1987      | Orlando                     | Hartplatz     | Christo van Rensburg | 3:6, 6:3, 1:6           |
| 53. | 14. Juni 1987      | Queen’s Club (2)            | Rasen         | Boris Becker         | 7:6, 3:6, 4:6           |
| 54. | 21. Februar 1988   | Mailand (2)                 | Teppich (i)   | Yannick Noah         | 4:4 aufgg.              |
| 55. | 27. März 1988      | Key Biscayne                | Hartplatz     | Mats Wilander        | 4:6, 6:4, 4:6, 4:6      |

### Doppel

#### Turniersiege
| Nr. | Jahr               | Turnier                 | Belag         | Doppelpartner    | Finalgegner                          | Ergebnis                |
| --- | ------------------ | ----------------------- | ------------- | ---------------- | ------------------------------------ | ----------------------- |
| 1.  | 23. Juli 1972      | Columbus                | Hartplatz     | Pancho Gonzales  | Robert McKinley Dick Stockton        | 6:3, 7:5                |
| 2.  | 24. September 1972 | Los Angeles             | Hartplatz     | Pancho Gonzales  | Ismail El Shafei Brian Fairlie       | 6:3, 7:6                |
| 3.  | 7. Januar 1973     | Baltimore               | Teppich (i)   | Clark Graebner   | Paul Gerken Sandy Mayer              | 6:3, 7:6                |
| 4.  | 21. Januar 1973    | Roanoke                 | Teppich (i)   | Juan Gisbert     | Ian Fletcher Butch Seewagen          | 6:0, 7:6                |
| 5.  | 7. Juli 1973       | Wimbledon Championships | Rasen         | Ilie Năstase     | John Cooper Neale Fraser             | 3:6, 6:3, 6:4, 8:9, 6:1 |
| 6.  | 26. August 1973    | South Orange (1)        | Rasen         | Ilie Năstase     | Pancho Gonzales Tom Gorman           | 6:7, 6:3, 6:2           |
| 7.  | 11. November 1973  | Stockholm               | Hartplatz (i) | Ilie Năstase     | Bob Carmichael Frew McMillan         | 7:6, 7:5                |
| 8.  | 24. Februar 1974   | Salisbury (1)           | Teppich (i)   | Frew McMillan    | Byron Bertram Andrew Pattison        | 3:6, 6:2, 6:1           |
| 9.  | 24. März 1974      | Salt Lake City          | Hartplatz (i) | Vitas Gerulaitis | Iván Molina Jairo Velasco            | 2:6, 7:6, 7:5           |
| 10. | 11. August 1974    | Indianapolis            | Sand          | Ilie Năstase     | Jürgen Faßbender Hans-Jürgen Pohmann | 6:7, 6:3, 6:4           |
| 11. | 16. November 1974  | London                  | Teppich (i)   | Ilie Năstase     | Brian Gottfried Raúl Ramírez         | 3:6, 7:6, 6:3           |
| 12. | 16. Februar 1975   | Salisbury (2)           | Teppich (i)   | Ilie Năstase     | Jan Kodeš Roger Taylor               | 7:6, 6:2                |
| 13. | 24. August 1975    | South Orange (2)        | Sand          | Ilie Năstase     | Dick Crealy John Lloyd               | 6:2, 6:3                |
| 14. | 7. September 1975  | US Open                 | Sand          | Ilie Năstase     | Tom Okker Marty Riessen              | 6:4, 7:6                |
| 15. | 25. Januar 1976    | Birmingham              | Teppich (i)   | Erik van Dillen  | Hank Pfister Dennis Ralston          | 7:6, 6:4                |
| 16. | 3. August 1980     | North Conway            | Sand          | Brian Gottfried  | Kevin Curren Steve Denton            | 7:6, 6:2                |

#### Finalteilnahmen
| Nr. | Jahr               | Turnier     | Belag       | Doppelpartner | Finalgegner                  | Ergebnis                |
| --- | ------------------ | ----------- | ----------- | ------------- | ---------------------------- | ----------------------- |
| 1.  | 14. Februar 1971   | New York    | Teppich (i) | Haroon Rahim  | Juan Gisbert Manuel Orantes  | 6:7, 2:6                |
| 2.  | 1. August 1971     | Columbus    | Hartplatz   | Roscoe Tanner | Jim McManus Jim Osborne      | 6:4, 5:7, 2:6           |
| 3.  | 28. Januar 1973    | Omaha       | Teppich (i) | Juan Gisbert  | William Brown Mike Estep     | kampflos                |
| 4.  | 3. März 1973       | Hampton     | Teppich (i) | Ion Țiriac    | Clark Graebner Ilie Năstase  | 2:6, 1:6                |
| 5.  | 3. Juni 1973       | French Open | Sand        | Ilie Năstase  | John Newcombe Tom Okker      | 1:6, 6:3, 3:6, 7:5, 4:6 |
| 6.  | 23. September 1973 | Los Angeles | Hartplatz   | Ilie Năstase  | Jan Kodeš Vladimír Zedník    | 2:6, 4:6                |
| 7.  | 7. Oktober 1973    | Quebec      | Teppich (i) | Marty Riessen | Bob Carmichael Frew McMillan | 2:6, 6:7                |
| 8.  | 2. Juni 1975       | Rom         | Sand        | Ilie Năstase  | Brian Gottfried Raúl Ramírez | 4:6, 6:7, 6:2, 1:6      |
| 9.  | 16. November 1975  | London      | Teppich (i) | Ilie Năstase  | Wojciech Fibak Karl Meiler   | 1:6, 5:7                |
| 10. | 25. April 1976     | Denver      | Teppich (i) | Billy Martin  | John Alexander Phil Dent     | 7:66, 2:6, 5:7          |
| 11. | 26. Juli 1976      | Washington  | Teppich (i) | Arthur Ashe   | Brian Gottfried Raúl Ramírez | 3:6, 3:6                |

### Mixed

#### Finalteilnahmen
| Nr. | Jahr              | Turnier | Belag     | Doppelpartnerin | Finalgegner                  | Ergebnis |
| --- | ----------------- | ------- | --------- | --------------- | ---------------------------- | -------- |
| 1.  | 8. September 1974 | US Open | Hartplatz | Chris Evert     | Pam Teeguarden Geoff Masters | 1:6, 6:7 |